# Finntroll
Finntroll és un grup de folk metal procedent de Finlàndia. El seu estil és bastant peculiar, ja que combinen elements de black metal amb l'estil de Folk metal. Encara que les arrels del grup siguin fineses, les lletres estan en  suec, ja que el primer cantant de la banda, té aquest idioma com a llengua materna.

## Història
Finntroll va ser formada el 1997 per Teemu Raimoranta, guitarrista de Impaled Nazarene, i Jan 'Katla' Jämsä. La seva primera  maqueta, Rivfader, va ser gravada al cap d'un any, el 1998, i després de la seva gravació es van unir a la banda la resta dels membres inicials: Samu Ruotsalainen (de Barathrum i Rapture), Samuli Ponsimaa, Henri Sorvali (de Moonsorrow) i Sami Uusitalo. La discogràfica  Spinefarm es va interessar en el grup i van signar un contracte, després del qual van gravar Midnattens Widunder (que podria traduir comLa Bèstia de la Mitjanit) el 1999.
El 2001 Finntroll va treure a la venda Jaktens Tid (El moment de la Caça). Aquest àlbum va aconseguir arribar al 20é lloc en les llistes d'èxit finlandeses, excedint en molt les expectatives tant de la banda com del segell discogràfic. L'onada de popularitat va cridar l'atenció de Century Media Records, que van començar a promocionar Finntroll per la resta del món. Per tant, el següent estiu la banda va començar a tocar en diversos festivals tant al seu país natal com en d'altres.
No obstant això després del llançament deJaktens Tid començà una època fatídica per a la banda: diverses gires van haver de ser cancel·lades, i eventualment Katla, el cantant del grup, va haver d'abandonar a causa d'un tumor a les cordes vocals que no podia ser eliminat quirúrgicament, retirant-se definitivament després del llançament de Visor om Slutet (Cançons sobre el Cap).
Aquest àlbum va ser gravat a principis de 2003 en una cabana dins d'un bosc prop de Hèlsinki. Es tracta d'un "experiment acústic" en què Katla i el nouvingut Tapio Wilska (de Sethi i Lyijykomppania) van compartir les tasques de cantant. Va sortir a la venda a la meitat de preu i va romandre en el primer lloc d'aquesta categoria de discos a les llistes finlandeses durant diverses setmanes.
Poc abans que sortís a la venda Visor om Slutet, Raimoranta va morir al caure d'un pont a Hèlsinki després d'haver consumit massa alcohol, segons la versió oficial. Dues persones que estaven amb ell aquella nit van declarar en una entrevista que en realitat va saltar del pont, de manera que es tractaria d'un suïcidi. Tot i perdre a un dels seus membres fundadors, el grup va decidir seguir endavant, continuant una gira de dues setmanes per Europa amb Katatonia. El guitarrista Mikael Karlbom va ser contractat com reemplaçament per Raimoranta.
El 2004 el grup va publicar un EP, Trollhammaren (Martell Troll), i un àlbum, Nattfodd (Nascut a la Nit).
El 29 de gener de 2006, Tapio Wilska, el cantant des de 2003, va ser acomiadat. A la pàgina oficial de la banda va aparèixer una petició de Wilska, declarant que li agradaria que les raons de la seva marxa romanguessin en privat. Va ser reemplaçat per l'actual cantant Mathias Lillmåns, bastant ben acceptat pels seguidors del grup per la seva gran tècnica vocal.
El març de 2007 Finntroll llança el disc Ur Jordens Djup ("Des de les profunditats de la Terra"). Amb aquest àlbum tornen al seu estil més inicial, i les lletres estan escrites en gran part pel primer vocalista 'Katla' Jämsä.
Finalment, aquest any 2010 van treure l'àlbum Nifelvind.

## Membres
- Mathias 'Vreth' Lillmåns - Veu (des de 2006)
- Samuli 'Skrymer' Ponsimaa: Guitarra (des de 1998)
- Mikael 'Routa' Karlbom: Guitarra (des de 2003)
- Sami 'Tundra' Uusitalo: Baix (des de 1998)
- Samu 'Beast Dominator' Ruotsalainen: Bateria (des de 1998)
- Henri 'Trollhorn' Sorvali: Teclat (des de 1998)

### Membres anteriors
- Tapio Wilska 2002-2006 (Veu) (Acomiadat per raons privades)
- Jan 'Katla' Jämsen 1997-2001 (Veu) (Retirat per un tumor que li impedia cantar)
- Teemu 'Somnium' Raimoranta 1997-2003 (Guitarra) (Mort en 2003)
- Tomi Ullgren 1997-1998

## Discografia

### Àlbums
- Midnattens Widunder (1999)
- Jaktens Tid (2001)
- Nattfodd (2004)
- Ur jordens djup (2007)
- Nifelvind (2010)
- Blodsvept (2013)
- Vredesvävd (2020)

### Demos
- Rivfader (1997)

### EPs
- Visor om Slutet (2003)
- Trollhammaren (2004)
- Blodsvept EP (2013)